# Естонський провулок
Есто́нський прову́лок — провулок у Шевченківському районі міста Києва, місцевість Нивки. Пролягає від Естонської вулиці до тупика. Є однією з найкоротших вулиць міста.

## Історія
Провулок виник у 1950-х роках під назвою  62-а Нова вулиця, з 1953 року — Вовчогі́рський провулок. У 1971 році було затверджене рішення про приєднання провулку до Естонської вулиці, однак фактично з 1970-х років використовується сучасна назва провулку.